# ولاية أميرية
الولاية الأميريّة، وتُدعى أيضًا ولاية محلية أو ولاية إقطاعية أو ولاية هندية (والأخير هو الاسم الذي يُطلق على الولايات الواقعة في شبه القارة الهندية)، هي ولاية تابعة لحكم محلي أو قبلي أو إقليمي ضمن تحالف التبعية لشركة الهند الشرقية أولًا، ثم التاج البريطاني بعد العام 1858. يعود تاريخ الولايات الأميريّة في شبه القارة الهندية إلى الفترة الكلاسيكية من التاريخ الهندي على أقل تقدير، لكن الاستخدام السائد لمصطلح الولايات الأميرية يشير خصوصًا إلى الإمارات شبه المستقلة في القارة الهندية إبان فترة حكم الراج البريطاني، وهي الولايات التي لم يحكمها البريطانيون مباشرة، بل مارسوا سلطتهم عبر حاكم محلي، فكان الحكم البريطاني فيها غير مباشرًا بخصوص بعض القضايا. أتاحت عقيدة الأولوية المبهمة تدخّل حكومة الهند البريطانية في الشؤون الداخلية للولايات الأميرية، وكان هذا التدخل فرديًا أو جماعيًا، علاوةً على إصدار مراسيم يسري مفعولها في كامل أنحاء الهند عندما تحتاج الحكومة إلى ذلك.
كان في شبه القارة الهندية 565 ولاية أميريّة مُعترفٌ بها رسميًا إبان الانسحاب البريطاني منها، علاوة على آلاف الأراضي الإقطاعية والجاكير الممنوحة للزميندار أو ملّاك الأرض. في عام 1947، ألّفت الولايات الأميرية نسبة 40% من مساحة الهند قبل الاستقلال، وعاش فيها 23% من تعداد سكان الهند. وُجدت المقرات السياسية البريطانية في عددٍ من الولايات البارزة ورفيعة الشأن، مثل حيدر آباد التابعة لسلالة نظام الملك، ومملكتي ميسور وترافنكور في الجنوب، وولاية جامو وكشمير ومملكة سيكيم في الهيمالايا، وولاية إندور في وسط الهند. كانت الولايات الفخرية أبرز تلك الولايات -وتؤلف نحو ربع المساحة الكلية، وهي الولايات التي مُنح حاكمُها تكريمًا فخريًا بإطلاق المدافع في المناسبات الاحتفالية.
اختلف حجم ومكانة وثروة الولايات الأميرية بشدة، فكانت مساحة كلٍّ من ولايتي حيدر آباد وجامو وكشمير الفخريّتين أكثر من 200 ألف كيلومتر مربع (نحو 77 ألف ميل مربع). في عام 1941، بلغ تعداد سكان حيدر آباد أكثر من 16 مليون نسمة، في حين كان تعداد سكان جامو وكشمير نحو 4 ملايين نسمة. في المقابل، كانت مساحة إمارة لاوا غير الفخرية نحو 49 كيلومتر مربع (نحو 19 ميل مربع)، وكان تعداد سكانها أقل من 3 آلاف نسمة. كان في الهند نحو 200 ولاية صغيرة لا تزيد مساحتها عن 25 كيلومتر مربع (10 ميل مربع).
انتهت فترة الولايات الأميرية فعليًا عند استقلال الهند عام 1947، وبحلول عام 1950، انضمت كافة الإمارات تقريبًا إلى الهند أو باكستان. كانت عملية الالتحاق بالدولة الوليدة سلمية إلى درجة كبيرة، باستثناء ولاية جامو وكشمير (حيث قرر حاكمها الانضمام إلى الهند بعد غزو القوات الباكستانية المتمركزة) وولاية حيدر آباد (اختار حاكمها الاستقلال عام 1947، ثم تعرضت الولاية بعد عام إلى الغزو الهند والضم)، وولاية جوناغاد (انضم حاكمها إلى باكستان، لكن الهند ألحقت الولاية بأراضيها) وقلات (أعلن حاكمها الاستقلال عام 1947، لكنها ضُمت إلى باكستان في عام 1948).
وفق أحكام الاتفاقية، حصلت الولايات الهندية السابقة على مخصصات ملكية (معونات حكومية)، وحافظت على وضعها وامتيازاتها واستقلال قراراتها في الشؤون الداخلية إبان الفترة الانتقالية التي استمرّت حتى عام 1956. في تلك الفترة، دُمجت الولايات الأميرية ضمن اتحادات، ترأس أميرٌ سابق كلّ اتحادٍ من تلك الاتحادات، حاملًا لقب راجبراموخ (زعيم حاكم)، وهو منصب يعادل منصب حاكم الولاية. في عام 1956، أُلغي منصب راجبراموخ وحُلّت الاتحادات، وأصبحت الإمارات السابقة جزءًا من ولايات الهند. حافظت الولايات المنضمة إلى باكستان على وضعها القانوني حتى إعلان دستور جديد للبلاد عام 1956، فأصبحت معظم الولايات السابقة جزءًا من محافظة غرب باكستان، في حين حافظت بعض الولايات السابقة على استقلالها الذاتي حتى عام 1969 عندما دُمجت كليًا مع دولة باكستان. ألغت الحكومة الهندية المخصصات الملكية في عام 1971، في حين ألغتها حكومة باكستان في عام 1972.

## تاريخ
وُجدت الإمارات والمشيخات في شبه القارة الهندية منذ العصر الحجري على أقل تقدير، لكن تاريخ الولايات الأميرية في شبه القارة الهندية بدأ منذ القرن الخامس أو السادس ميلادي على الأقل، وهي الفترة التي شهدت بروز الممالك الهندية الوسطى عقب انهيار إمبراطورية غوبتا. في هذه الفترة، ظهرت عدة قبائل ستحكم المنطقة مستقبلًا، أبرزها قبائل راجبوت. بحلول القرنين الثالث عشر والرابع عشر، أسست معظم قبائل راجبوت إمارات راسخةٍ شبه مستقلة في الشمال الغربي، وأخرى في الشمال الشرقي. أدى انتشار الإسلام على نطاق واسع في تلك الفترة إلى نشوء علاقات تبعية وخضوع إلى السلطنات الإسلامية، أبرزها سلطنة مغول الهند. في المقابل، استمرّت هيمنة إمبراطورية فيجاياناغارا الهندوسية في الجنوب حتى منتصف القرن السابع عشر، وكانت مملكة ميسور لاحقا أبرز الممالك التابعة لها.
أخضعت إمبراطورية مغول الهند التركية أغلب الممالك والإمارات الهندية الموجودة إلى سلطتها بحلول القرن السابع عشر، بدءًا من أوائل القرن السادس عشر حين تأسست الإمبراطورية. تزوّج عددٌ من سلاطين مغول الهند بأميرات الراجبوت، على الرغم من اختلاف الديانتين، فأصبح جنرالات الراجبوت والجنود جزءًا مهمًا من القوة العسكرية لسلطنة مغول الهند. أدى قدوم السيخية إلى نشوء إمبراطورية السيخ في الشمال بحلول القرن الثامن عشر، وهي الفترة التي شهدت فيها سلطنة مغول الهند اضمحلالًا تامًا. شغل الناواب المسلمون منصب الحاكم في المناطق التي احتلها مغول الهند، والناواب -نظريًا- هو منصب غير متوارث يتعيّن على صاحبه دفع كمية كبيرة من إيراداته إلى الإمبراطور. فعندما أصبح الأباطرة ضعفاءً لا يستطيعون تطبيق سلطتهم، توقف الناواب عن دفع الأموال لهم، وورّثوا أبناءهم الممالك والأراضي التي يمتلكونها.
أنشَأ المراثيّون إمبراطوريّتهم المعروفة باسم إمبراطورية ماراثا في نفس الفترة. في القرن الثامن عشر، أسس حكام مغول الهند ولاياتهم المستقلة، وفي الشمال الغربي، تحالف بعضهم -مثل تونك- مع قوى أخرى متنوّعة، مثل إمبراطورية ماراثا والدولة الدرانية، والأخيرة تأسست عام 1747 من تجمّع عددٍ من المشايخ القبلية التي كانت من أراضي سلطنة المغول في السابق. في الجنوب، كانت إمارتا حيدر آباد وأركوث قائمتين منذ ستينيات القرن الثامن عشر، مع أنهما تابعتان اسميًا لسلطنة مغول الهند.
كانت ولاية حيدر آباد أكبر ولاية يحكمها المسلمون، وأول ولاية توقّع على اتفاقية مع بريطانيا، وذلك في عام 1798 عندما كانت بين فكّي الكماشة البريطاني والماراثي. أنهت معاهدتا العامين 1817 و1818 الحرب الإنجليزية الماراثية الثالثة، وأصبحت أراضي ماراثا المتبقية ولايات أميريّة لها معاهداتها الخاصة مع بريطانيا، في حين بقي وضع ولايات راجبوت على حاله، لكنها أصبحت في أيدي البريطانيين.

## علاقة بريطانيا بالولايات الأميريّة
تألّفت الهند في عصر الراج البريطاني (الإمبراطورية الهندية) من نوعين من المناطق: الهند البريطانية والولايات الأصلية أو الولايات الأميريّة. تبنى البرلمان البريطاني التعريفات التالية في شرح نص قانون عام 1889:
4. يشير مصطلح «الهند البريطانية» إلى كافة الأراضي والمناطق الخاضعة إلى سلطة جلالة الملكة، وهي الأراضي التي تحكمها جلالة الملك حاليًا عبر الحاكم العام للهند، أو عبر المسؤول التابع للحاكم العام للهند.
5. يشير مصطلح «الهند» إلى الهند البريطانية، بالإضافة إلى كافة أراضي الأمراء والزعماء الأصليين الخاضعين إلى سلطة جلالة الملكة، والتي تمارس سلطتها عبر الحاكم العام للهند، أو أي حاكم أو مسؤول تابع للحاكم العام للهند.

## العلاقات الهندية بالولايات الأميرية
تشكلت الهند في ظل الحكم البريطاني الهندي "الراج" («الإمبراطورية الهندية») من نوعين من الولايات: الهندية البريطانية والولايات المحلية أو الولايات الأميرية. وفي قانون التفسير لعام 1889، اعتمد البرلمان البريطاني التعريفات التالية:

(4.) يشير التعبير «الهند البريطانية» إلى جميع الولايات والأماكن التي تقع تحت سيادة صاحبة الجلالة، والتي تحكمها في الوقت الحالي صاحبة الجلالة عن طريق الحاكم العام للهند أو من خلال أي حاكم أو مسؤول تابع للحاكم العام بالهند.

(5.) يشير التعبير «الهند» إلى الهند البريطانية وأي أراضٍ تقع تحت سيطرة الأمير المحلي أو الزعيم الخاضع لسلطة جلالتها التي يمارسها عنها الحاكم العام للهند، أو من خلال أي حاكم أو مسؤول تابع للحاكم العام بالهند.

وبوجه عام، استخدم التعبير «الهند البريطانية» (ولا يزال مستخدمًا) ليشير إلى مناطق تقع تحت حكم شركة الهند الشرقية في الهند من عام 1774 وحتى 1858. كما استخدم هذا التعبير للإشارة إلى الوجود «البريطاني في الهند».
وقد مورست سلطة التاج البريطاني على ما يزيد عن 175 ولاية أميرية، وكانت الولايات الأكبر والأكثر أهمية بوجه عام، وذلك باسم التاج البريطاني على يد الحومة المركزية للهند البريطانية وبواسطة الحاكم العام. أما باقي الولايات والتي تصل إلى حوالي أربعمائة ولاية، فقد وقعت تحت نفوذ مندوبين مسؤولين من حكومات المقاطعات البريطانية الهندية يخضعون جميعًا لحاكم، أو نائب حاكم، أو رئيس المفوضية. وقد أوضحت السلطة القضائية للمحاكم القانونية الفرق بين «السيادة» و«السلطة»: يعتمد قانون الهند البريطانية على التشريعات التي يمررها البرلمان البريطاني، والقوى التشريعية التي تمنحها هذه القوانين لحكومات الهند البريطانية، سواء أكانت مركزية أو محلية؛ وفي المقابل تقع محاكم الولايات الأميرية تحت سلطة حكام هذه الولايات.

## المركز الأميري والألقاب

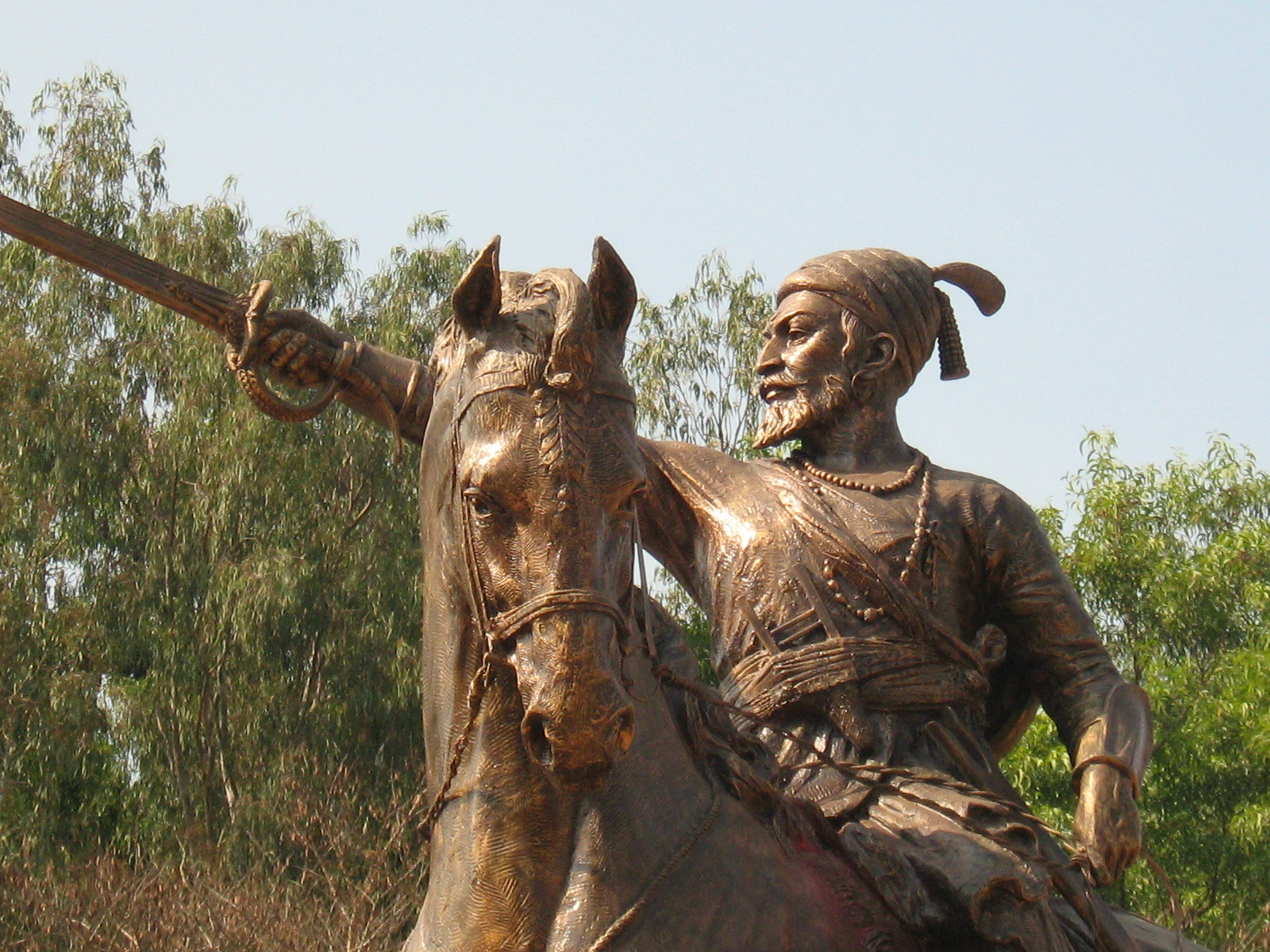
شاتراباتى شيفاجي راجي بوسال مؤسس وحاكم إمبراطورية مراثا وهو في الأساس مؤسس جميع ولايات مراثا الأميرية للهند

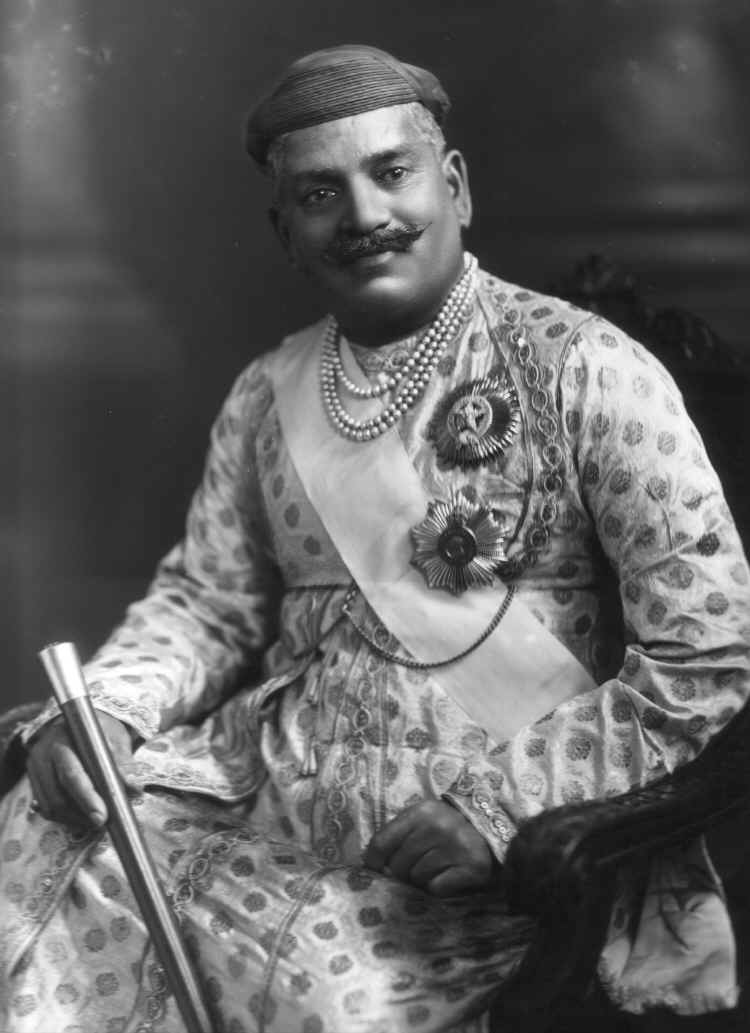
صاحب السمو ساياجيارو جايواد الثالث (Sayajirao Gaekwad III) (تحية 21 طلقة) - مهراجا مراثا بالبارودا

حمل الحكام الهنود ألقابًا متنوعة منها شاتراباتي (انحصر استخدام هذا اللقب على اثنين من البونسل في أسرة مراثا) أو باديشاه (Padishah) («الإمبراطور»)، ماهاراجا أو راجا («الملك»)، ونواب (Nawab)(«الحاكم»)، وثاكيور أو ثاكور (Thakur) ونظام (Nizam) ووالي (Wāli) وإنامدار (Inamdar)، وسارانجامادر (Saranjamdar) وكثير غيرها. وأيا كان المعنى الحرفي والمكانة التقليدية لللقب الذي ينخلع على الحاكم الهندي، فإن الحكومة البريطانية كانت تفسرها جميعًا بوصفها «أمير»، حتى تتجنب الإيحاء بأن يكون الحاكم المحلي «ملكًا» ذا مكانة مكافئة للتاج البريطاني.
أما الحكام الهنود ذوو الهيبة والمكانة (الذين وجدوا قبل الإمبراطورية المغولية، أو الذين انفصلوا عن الولايات القديمة)، فقد استخدموا عادة لقب «راجا» أو أحد مشتقاته مثل «رانا» أو «راو» أو «راوات» أو راوال. كما وجدت في هذه الطبقة عدة ثاكيور ساهيب (Thakur sahib) وعدة ألقاب خاصة مثل سار ديساي، (Sar Desai) أو راجا إنامدار (Raja Inamdar) أو سارانجامدار (Saranjamdar).
وعادة ما يحمل الحكام الهنود المرموقون البادئة «ماها» («عظيم»، مقارنة بالدوق الأكبر، على سبيل المثال) في ألقابهم، كما في ماهاراجا، ماهارانا، ماهاراو، وما إلى ذلك. أما الولايات ترافنكور وكوتشي فقد كانت تحت حكم الملكات الحاكمات وكان يتم تلقيبهن بـ ماهاراني، كما يطلق هذا اللقب على الأخوات والزوجات والأرامل، اللائي كن يشغلن منصب الملكة الحاكمة.
كما توجد ألقاب مركبة، مثل (ماها)راجادهيراج (Maha)rajadhiraj))، وراجي-آي-راجان (Raj-i-rajgan)، والتي تعود عادة إلى نظام معقد من الألقاب تحت حكم الأباطرة المغول. فعلى سبيل، ترفع إضافة الصفة باهادور من مكانة حاملها مستوى أرفع.
وعلاوة على ذلك، فإن معظم الأسر الحاكمة استخدمت مجموعة متنوعة من الألقاب الإضافية، مثل فارما (Varma) في جنوب الهند. ولا يجب هنا الخلط بين الألقاب المتنوعة واللواحق غير المقتصرة على الأمراء، ولكنها تستخدم في جميع الطبقات (الأدنى مرتبة).
اعتمد أمراء السيخ في منطقة بنجاب الألقاب الهندية عند الحصول على المرتبة الأميرية؛ وعند المستوى الأدنى استُخدم اللقب ساردار (Sardar).